# Karl Gustaf Scherman
Pour les articles homonymes, voir Scherman.
Karl Gustaf Scherman, né le 30 août 1938, est un économiste et fonctionnaire suédois.

## Biographie
Il obtient un Master of Engineering à l'École royale polytechnique de Stockholm et un Master of Business Administration à l'École d'économie de Stockholm.
De 1976 à 1978, il est secrétaire d'État du ministère suédois du Logement.
Entre 1981 et 1986, il occupe le poste de directeur général de l'Agence suédoise d'assurance sociale. Pendant son mandat, l'âge de la retraite est porté à 65 ans. De 1993 à 1998, il est président de l'Association internationale de la sécurité sociale.
Après avoir imposé vingt ans auparavant dans son pays l'âge de départ à la retraite à 65 ans, Karl Gustaf Scherman, interrogé en janvier 2023 par des journalistes de BFM,  invite Emmanuel Macron à « ne pas recopier le modèle suédois ».